# Bríndisi
Bríndisi (en griego antiguo Βρεντέσιον, Βρενδέσιον, Βρενδήσιον o Βρινδήσιον; en griego moderno Μπρίντιζι, Μπρίντεζι o Μπρέντεζι; en latín Brundisium, Brundusium o Brindisium; en italiano Brindisi) es un comuna y ciudad italiana, capital de la provincia homónima, en la región de Apulia. Cuenta con una población de 81 664 habitantes (ISTAT 2025). Fue capital en funciones del Reino de Italia entre septiembre de 1943 y febrero de 1944.

## Geografía
Situada en la llanura salentina a orillas del mar Adriático, tiene un magnífico puerto natural, una desembocadura que se interna en la costa, importante entre otras cosas por las conexiones con Grecia, Turquía y Albania. El tráfico mercantil concierne carbón, aceite combustible, gas natural, productos químicos. En el puerto interno están activas, en el seno de Levante, once amarras, para un desarrollo de 1925 m con profundidades desde 8,5 a 10 m. El puerto medio está principalmente destinado a las actividades comerciales.
Las amarras de Costa Morena se emplazan a través de 1170 m, con profundidad de 14 m y playones de 300 000 m². A través del dique de Costa Morena (500 m) se desarrolla el sistema para el desembarque de productos destinados a la alimentación de la Central eléctrica de Bríndisi sur y norte. En Punta delle Terrare hay 270 m de amarras operativos para el tráfico ro-ro con capacidad de atraque de cinco barcos.
El puerto externo tiene vocación principalmente industrial y en este se instalan estructuras destinadas al desembarco de productos destinados al establecimiento del polo químico-industrial. En total el puerto de Bríndisi dispone de 21 amarras comerciales para un desarrollo lineal de más de 3700 m.
En el aeropuerto de Bríndisi está situada una sede logística de las Naciones Unidas y el depósito del PMA-ACNUR.

## Historia
Es una ciudad de origen prerromano, quizás fundada por las gentes ilíricas y su nombre latino Brundisium, a través del griego Βρεντήσιον, remarca el vocablo mesapio Brention, cabeza de ciervo, que parece referirse a la forma del puerto que hospeda la ciudad. Estrabón menciona una tradición según la cual la colonia griega de Brentesio había sido fundada por cretenses y que posteriormente perdió gran parte de su territorio que fue ocupado por colonos lacedemonios dirigidos por Falanto, pero cuando este fue expulsado de Tarento, fue bien acogido en Brentesio.
Antigua regia sede de los mesapios, Bríndisi, por su posición estratégica, estuvo siempre en contraste con la vecina Tarento. En el 267 a. C. fue conquistada por los romanos. Fue entonces un puerto activísimo y lugar de escala para el Oriente y Grecia conectada a Roma a través de las consulares Via Appia, la Regina Viarum y la Appia Traiana.
Sede episcopal desde la edad apostólica, fue el centro promotor para la evangelización cristiana de la Apuglia meridional. Más tarde Brindisi sería conquistada por los ostrogodos y en el siglo VI, incluida por el Imperio bizantino en su esfera de influencia.
Destruida en 674 por los longobardos de Benevento guiados por Romualdo, en el siglo IX fue sede, en el sitio de Torre Guaceto, de un campo de trincheras sarraceno. Reconquistada por los Bizantinos, permaneció bajo su dominio hasta la conquista normanda en el 1070. Ciudad donde se encontraban edificios públicos, será vinculada a las dinastías de los Suabia, de los Anjou y de los Aragón. Será más tarde, dominio de Venecia desde 1496 a 1509, antes de pasar nuevamente a ser dominio de Aragón tras la derrota veneciana en la batalla de Agnadello.
La ciudad ese vio involucrada en las luchas por la posesión del Reino de Nápoles; fue devastada por la peste en 1348 y destruida por el terremoto de 1456. Con Fernando I de Aragón conoció un período feliz, pasando después nuevamente a manos de los venecianos y nuevamente a las de los aragoneses.

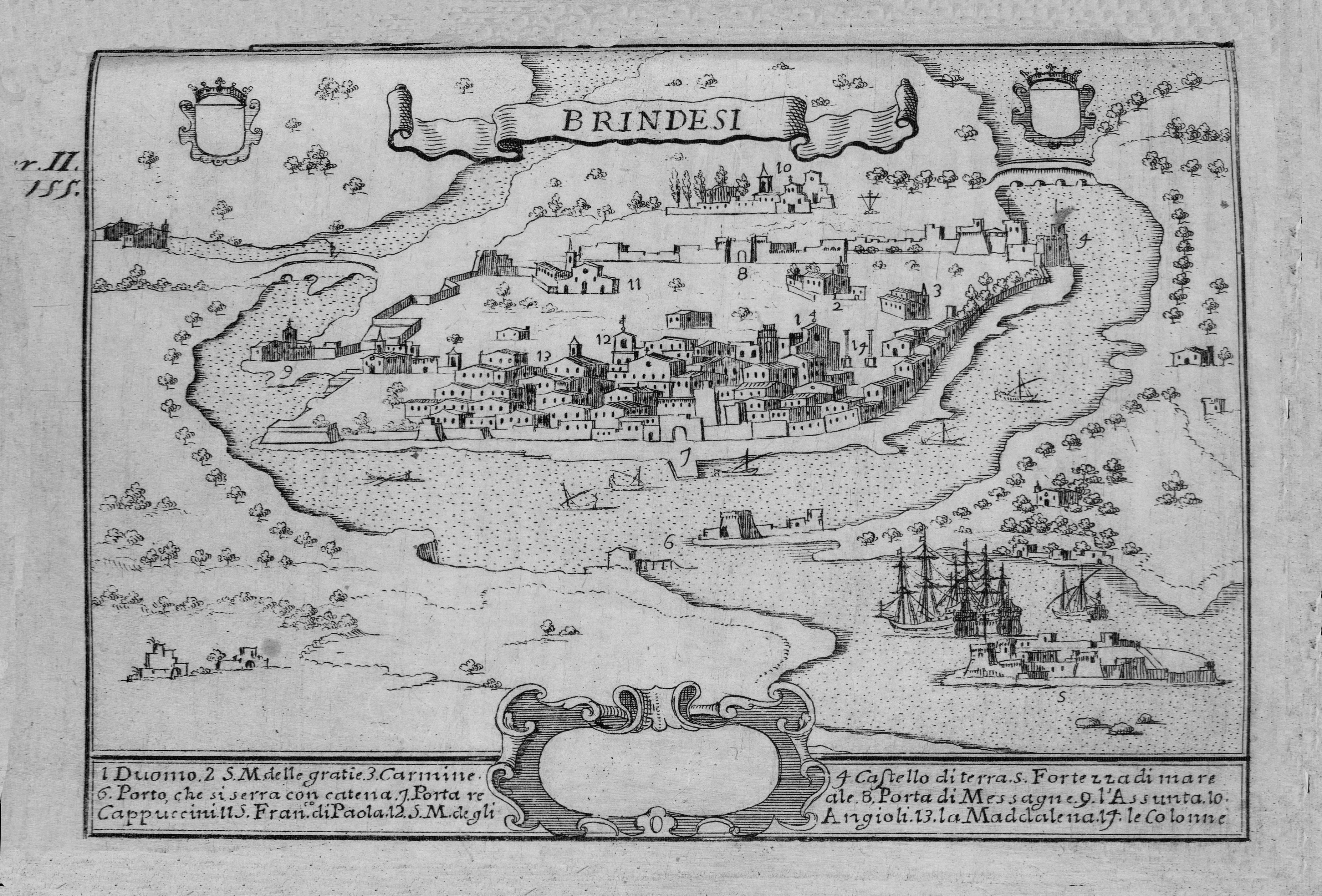
Brindisi hacia comienzos del

En el periodo 1707-1734 Bríndisi fue fugazmente una posesión austríaca, para volver después a los Borbones, dentro del nuevo dominio español sobre Italia, al ser reconquistada por Francisco José de Ovando, luego primer marqués de Castell-Bríndisi. En 1799 fue parte de la República Partenopea, y entre 1816 y 1860 hizo parte del Reino de las Dos Sicilias.
El período de máximo esplendor fue alcanzado con su anexión al recién creado Reino de Italia en 1860 y con la apertura del canal de Suez en 1869. Durante la Primera Guerra Mundial Bríndisi fue utilizada como sede del comando aliado para el bajo Adriático. Entre septiembre de 1943 y febrero de 1944 la ciudad fue capital de Italia en funciones.

## Demografía
| Gráfica de evolución demográfica de Bríndisi entre 1861 y 2001 |
|                                                                |
| Fuente ISTAT - elaboración gráfica de Wikipedia                |

### Clima
| Parámetros climáticos promedio de Bríndisi (normales 1991-2020, extremos 1932–presente) | Parámetros climáticos promedio de Bríndisi (normales 1991-2020, extremos 1932–presente) | Parámetros climáticos promedio de Bríndisi (normales 1991-2020, extremos 1932–presente) | Parámetros climáticos promedio de Bríndisi (normales 1991-2020, extremos 1932–presente) | Parámetros climáticos promedio de Bríndisi (normales 1991-2020, extremos 1932–presente) | Parámetros climáticos promedio de Bríndisi (normales 1991-2020, extremos 1932–presente) | Parámetros climáticos promedio de Bríndisi (normales 1991-2020, extremos 1932–presente) | Parámetros climáticos promedio de Bríndisi (normales 1991-2020, extremos 1932–presente) | Parámetros climáticos promedio de Bríndisi (normales 1991-2020, extremos 1932–presente) | Parámetros climáticos promedio de Bríndisi (normales 1991-2020, extremos 1932–presente) | Parámetros climáticos promedio de Bríndisi (normales 1991-2020, extremos 1932–presente) | Parámetros climáticos promedio de Bríndisi (normales 1991-2020, extremos 1932–presente) | Parámetros climáticos promedio de Bríndisi (normales 1991-2020, extremos 1932–presente) | Parámetros climáticos promedio de Bríndisi (normales 1991-2020, extremos 1932–presente) |
| Mes                                                                                     | Ene.                                                                                    | Feb.                                                                                    | Mar.                                                                                    | Abr.                                                                                    | May.                                                                                    | Jun.                                                                                    | Jul.                                                                                    | Ago.                                                                                    | Sep.                                                                                    | Oct.                                                                                    | Nov.                                                                                    | Dic.                                                                                    | Anual                                                                                   |
| --------------------------------------------------------------------------------------- | --------------------------------------------------------------------------------------- | --------------------------------------------------------------------------------------- | --------------------------------------------------------------------------------------- | --------------------------------------------------------------------------------------- | --------------------------------------------------------------------------------------- | --------------------------------------------------------------------------------------- | --------------------------------------------------------------------------------------- | --------------------------------------------------------------------------------------- | --------------------------------------------------------------------------------------- | --------------------------------------------------------------------------------------- | --------------------------------------------------------------------------------------- | --------------------------------------------------------------------------------------- | --------------------------------------------------------------------------------------- |
| Temp. máx. abs. (°C)                                                                    | 22.0                                                                                    | 23.0                                                                                    | 27.0                                                                                    | 28.2                                                                                    | 35.4                                                                                    | 43.4                                                                                    | 44.4                                                                                    | 43.8                                                                                    | 39.6                                                                                    | 31.6                                                                                    | 27.0                                                                                    | 22.5                                                                                    | 44.4                                                                                    |
| Temp. máx. media (°C)                                                                   | 13.2                                                                                    | 13.5                                                                                    | 15.7                                                                                    | 18.5                                                                                    | 22.7                                                                                    | 27.6                                                                                    | 29.5                                                                                    | 29.9                                                                                    | 26.4                                                                                    | 22.1                                                                                    | 18.1                                                                                    | 14.3                                                                                    | 20.9                                                                                    |
| Temp. media (°C)                                                                        | 9.9                                                                                     | 10.1                                                                                    | 12.1                                                                                    | 14.7                                                                                    | 18.8                                                                                    | 23.1                                                                                    | 25.7                                                                                    | 26.1                                                                                    | 22.6                                                                                    | 18.6                                                                                    | 14.7                                                                                    | 11.2                                                                                    | 17.3                                                                                    |
| Temp. mín. media (°C)                                                                   | 6.5                                                                                     | 6.6                                                                                     | 8.4                                                                                     | 10.7                                                                                    | 14.8                                                                                    | 19.1                                                                                    | 21.8                                                                                    | 22.2                                                                                    | 18.7                                                                                    | 15.1                                                                                    | 11.3                                                                                    | 7.8                                                                                     | 13.6                                                                                    |
| Temp. mín. abs. (°C)                                                                    | -6.4                                                                                    | -2.6                                                                                    | -4.2                                                                                    | 0.8                                                                                     | 5.1                                                                                     | 9.8                                                                                     | 12.4                                                                                    | 13.6                                                                                    | 9.0                                                                                     | 4.0                                                                                     | 0.4                                                                                     | -2.5                                                                                    | -6.4                                                                                    |
| Precipitación total (mm)                                                                | 62.0                                                                                    | 89.3                                                                                    | 52.7                                                                                    | 47.6                                                                                    | 28.9                                                                                    | 14.3                                                                                    | 13.8                                                                                    | 13.0                                                                                    | 57.3                                                                                    | 67.9                                                                                    | 106.5                                                                                   | 67.6                                                                                    | 620.8                                                                                   |
| Días de precipitaciones (≥ 1.0 mm)                                                      | 7.21                                                                                    | 6.87                                                                                    | 6.27                                                                                    | 6.20                                                                                    | 4.00                                                                                    | 2.10                                                                                    | 1.43                                                                                    | 1.67                                                                                    | 4.73                                                                                    | 5.07                                                                                    | 7.27                                                                                    | 7.93                                                                                    | 60.75                                                                                   |
| Horas de sol                                                                            | 148.5                                                                                   | 155.4                                                                                   | 210.5                                                                                   | 227.7                                                                                   | 286.4                                                                                   | 312.0                                                                                   | 344.4                                                                                   | 321.2                                                                                   | 245.7                                                                                   | 202.7                                                                                   | 146.7                                                                                   | 140.7                                                                                   | 2742.0                                                                                  |
| Humedad relativa (%)                                                                    | 76.6                                                                                    | 75.9                                                                                    | 75.0                                                                                    | 74.7                                                                                    | 74.6                                                                                    | 72.2                                                                                    | 71.0                                                                                    | 72.0                                                                                    | 72.8                                                                                    | 75.9                                                                                    | 77.9                                                                                    | 77.4                                                                                    | 74.7                                                                                    |
| Fuente n.º 1: NOAA                                                                      |                                                                                         |                                                                                         |                                                                                         |                                                                                         |                                                                                         |                                                                                         |                                                                                         |                                                                                         |                                                                                         |                                                                                         |                                                                                         |                                                                                         |                                                                                         |
| Fuente n.º 2: climaintoscana (extremas)                                                 |                                                                                         |                                                                                         |                                                                                         |                                                                                         |                                                                                         |                                                                                         |                                                                                         |                                                                                         |                                                                                         |                                                                                         |                                                                                         |                                                                                         |                                                                                         |

## En la literatura
En la novela La vuelta al mundo en ochenta días de Julio Verne, la ciudad es una de las paradas de Phileas Fogg. En la novela Cuestión de Honor del escritor británico Jeffrey Archer, el personaje Adam Scott, escapando de sus perseguidores, miente sobre su itinerario en Brindisi.